# Eva Mrhačová
Eva Mrhačová (* 2. srpna 1936 Hranice) je česká slavistka, v letech 1991 až 1997 děkanka Filozofické fakulty Ostravské univerzity.
V roce 1954 úspěšně složila maturitní zkoušku na gymnáziu v Opavě. V letech 1954 až 1958 studovala na Univerzitě Palackého v Olomouci obory čeština-ruština. V roce 1960 začala na univerzitě působit jako asistentka. V roce 1968 se stala doktorkou filozofie a v roce 1971 kandidátkou věd. V roce 1987 se habilitovala a jako docentka působila na Pedagogické fakultě v Ostravě. Po sametové revoluci pomáhala zakládat Filozofickou fakultu Ostravské univerzity, na které od jejího založení v roce 1991 začala působit. Krátce poté se stala děkankou této fakulty, přičemž v této funkci působila po dvě volební období do roku 1997.
V rámci své odborné činnosti se zaměřovala zejména na problematiku morfologie a lexikologie slovanských jazyků. Aktivní byla rovněž jako překladatelka, a to zejména literárních děl z ruštiny. Je autorkou celé řady publikací souvisejících s jejím odborným zaměřením.